# Nozomi (Shinkansen)
Pour les articles homonymes, voir Nozomi.
Le Nozomi (のぞみ) est la desserte la plus rapide de la ligne de Shinkansen Tōkaidō/Sanyō entre Tokyo (gare de Tokyo) et Fukuoka (gare de Hakata) en passant par Osaka (gare de Shin-Osaka). La première liaison sur le Tōkaidō (Tokyo-Osaka) a lieu le 14 mars 1992, avec un type 300, et celle sur le Sanyō (Osaka-Fukuoka) le 18 mars 1993.  
Sur le tronçon Hiroshima - Hakata, le train peut atteindre les 300 km/h, ce qui en fait une des dessertes commerciales les plus rapides au monde. Le voyage de Tokyo à Fukuoka (1 180 km) prend en moyenne 5 h en Nozomi. 
Le mot nozomi (のぞみ) signifie « espoir » ou « souhait » en japonais.
Actuellement, 169 Nozomi sont programmés chaque jour. Leur numérotation est paire dans le sens Hakata - Tokyo, et impaire dans le sens Tokyo - Hakata.

## Aménagements
Les Nozomi sont tous des trains de seize voitures, avec trois en Green car (la première classe, à savoir les voitures 8, 9 et 10) et treize en classe standard dont dix sur réservation (les voitures 4 à 7 et 11 à 16). Les modèles de Shinkansen ont été les Shinkansen 300 (depuis l'origine), 500 (depuis 1997, les premiers à atteindre 300 km/h), 700 (depuis 1999) et N700 (depuis 2007, eux aussi à 300 km/h). Ces derniers devraient progressivement prendre en charge tous les Nozomi : à partir de 2009 pour les 74 rotations quotidiennes qui circulent sur l'ensemble du circuit, et à partir de 2011 pour toutes les autres lignes. Le Nozomi ainsi que le Mizuho ne peuvent pas être utilisés avec le Japan Rail Pass. Si les 300, 500 et 700 comportent tous quatre voitures fumeurs (les 3, 10, 15 et 16), les N700 sont entièrement non-fumeurs à l'exception de compartiments réservés sur les voitures 3, 7, 10 et 15. La capacité totale est de 1323 places assises pour tous les modèles (le 500 offre une place supplémentaire en classe standard) dont 200 (les sièges sont disposés en rangées de 2+2) en Green Car et 1123 (rangées de 3+2 sièges) en « Classe standard ». Le type 300 a été retiré du service en 2012 et le 500 ne sert plus que sur le Sanyo Shinkansen sous le type Kodama (train le plus lent sur le shinkansen Tokkaido/Sanyo).  

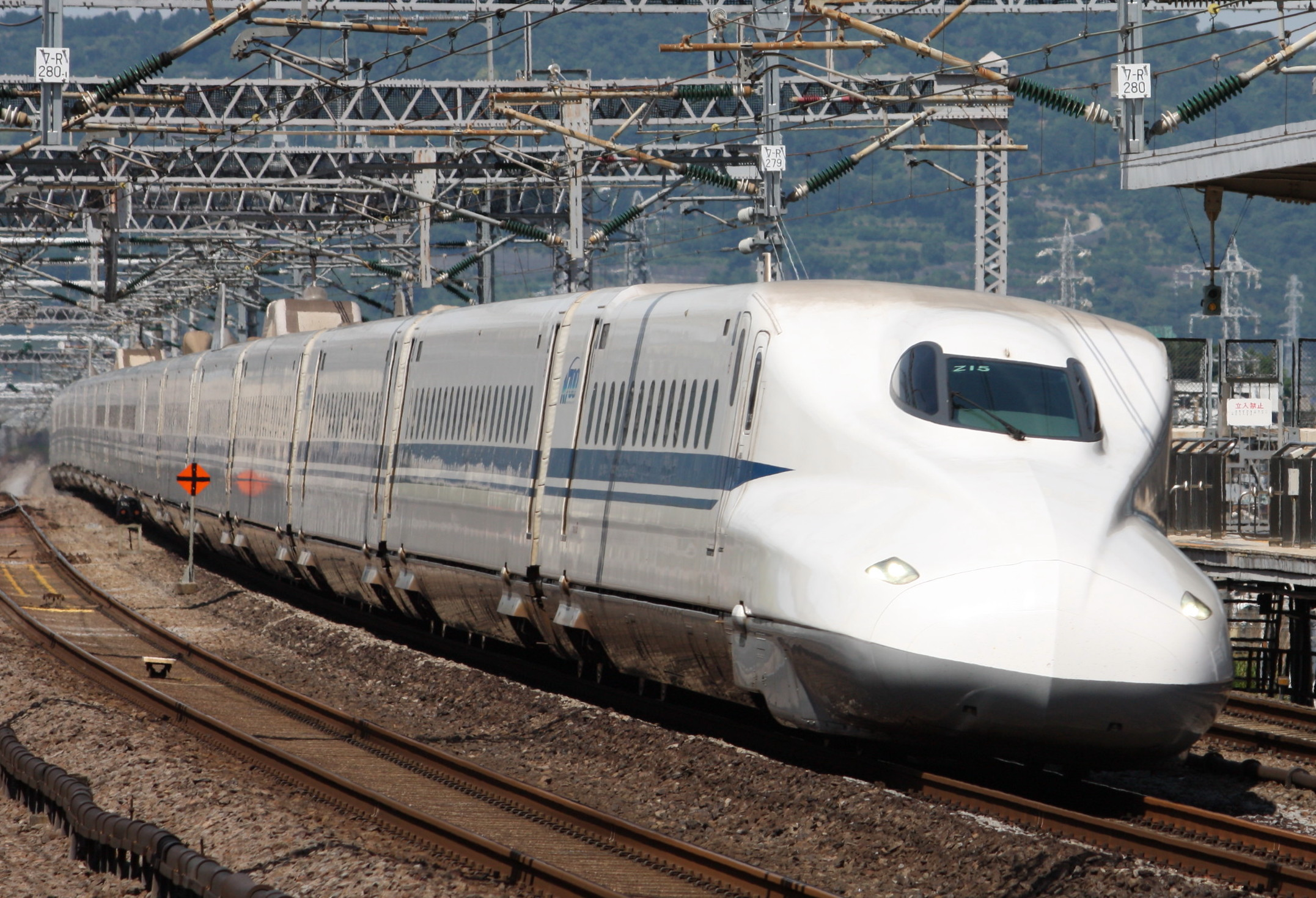
Shinkansen série N700 en service Nozomi à la gare de Shin-Kōbe, le 1er avril 2008
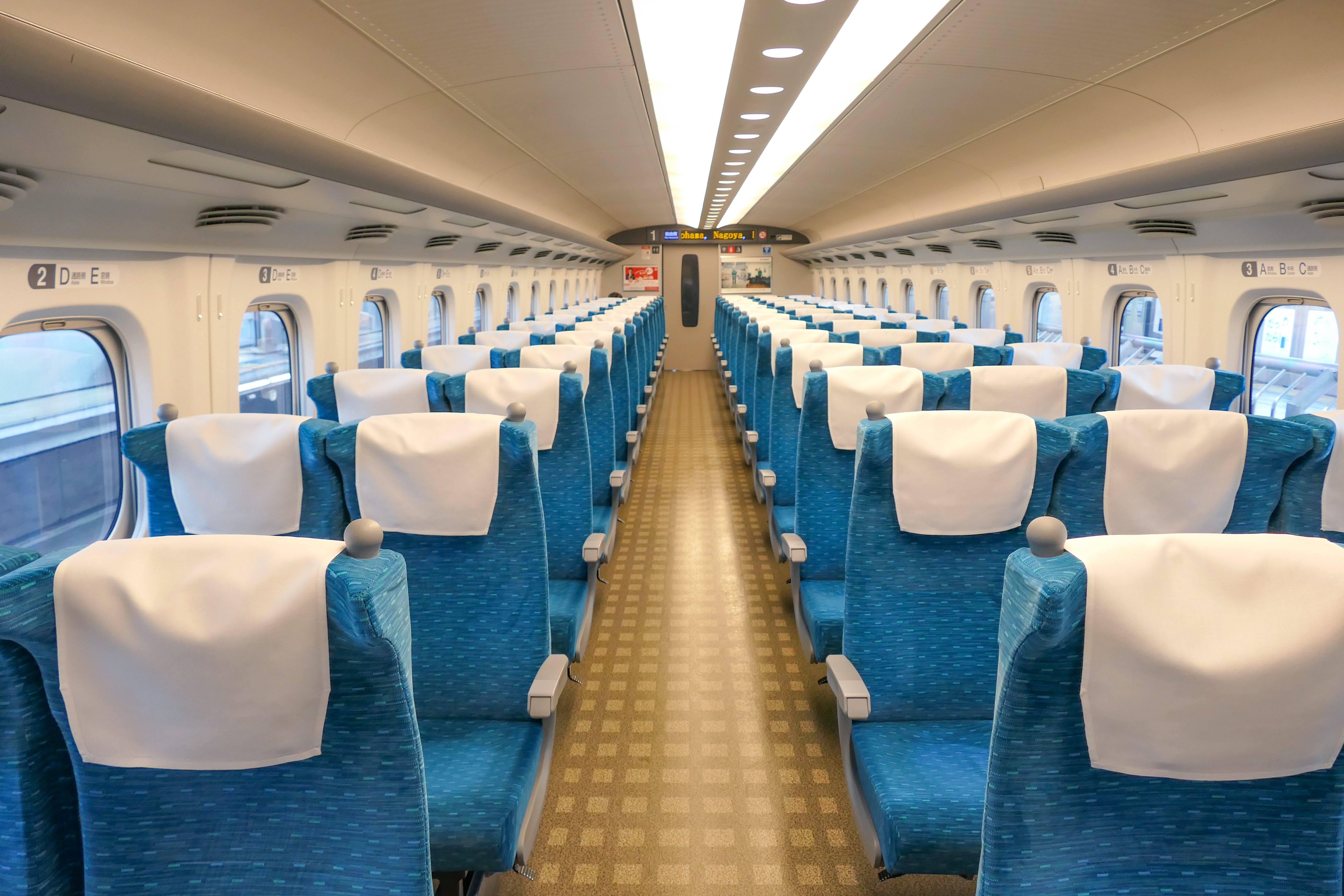
Intérieur de la classe standard d'un Shinkansen série N700 (Nozomi), Mars 2009
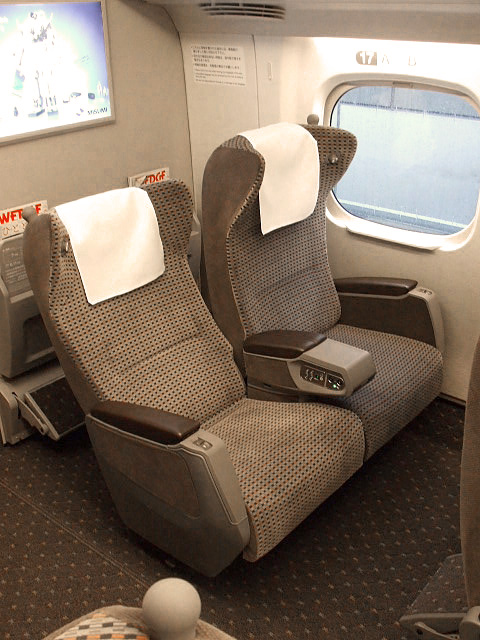
Sièges des Green car en Shinkansen série N700
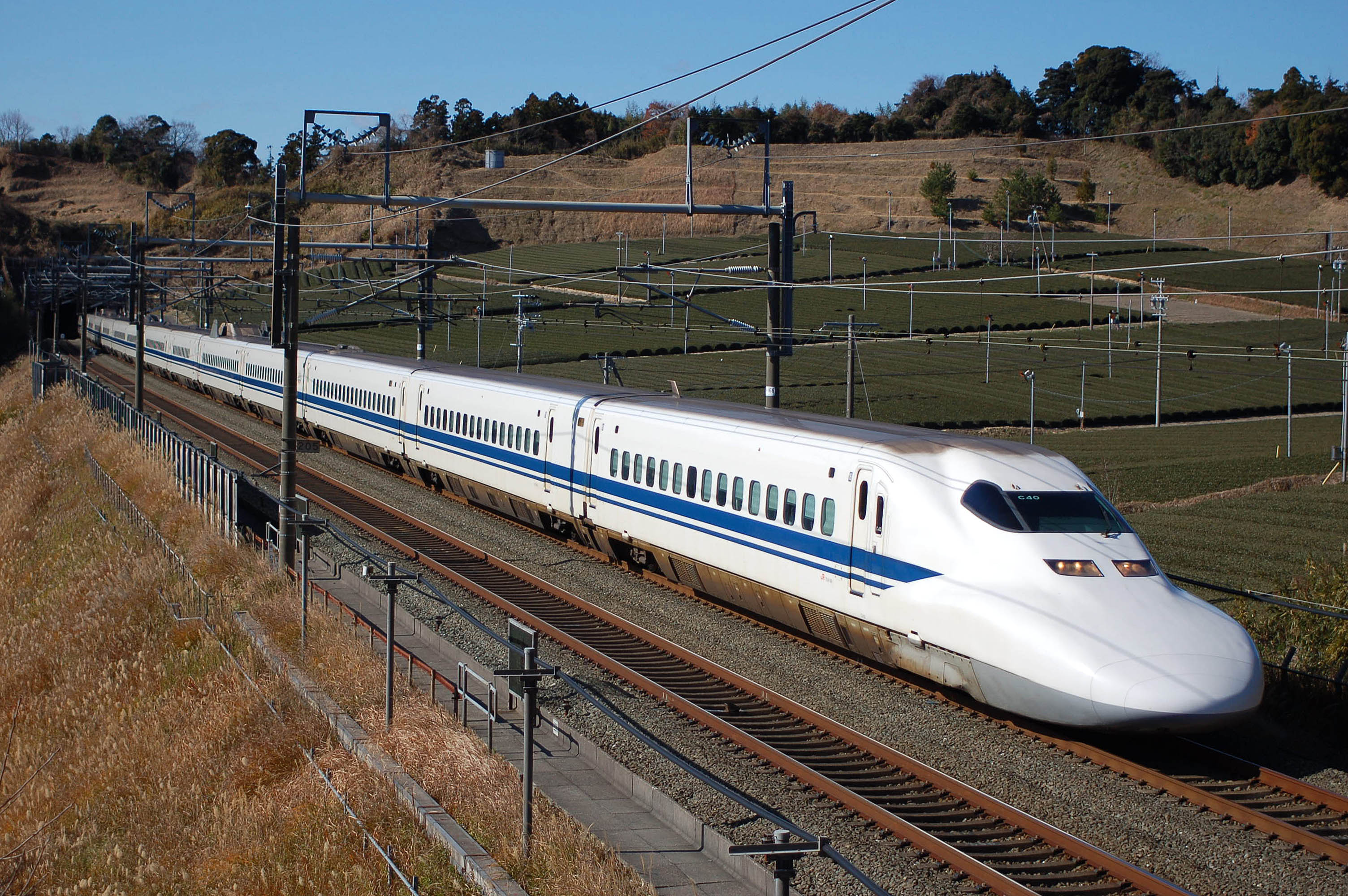
Shinkansen série 700 en service Nozomi à la gare d'Okayama, le 29 avril 2007
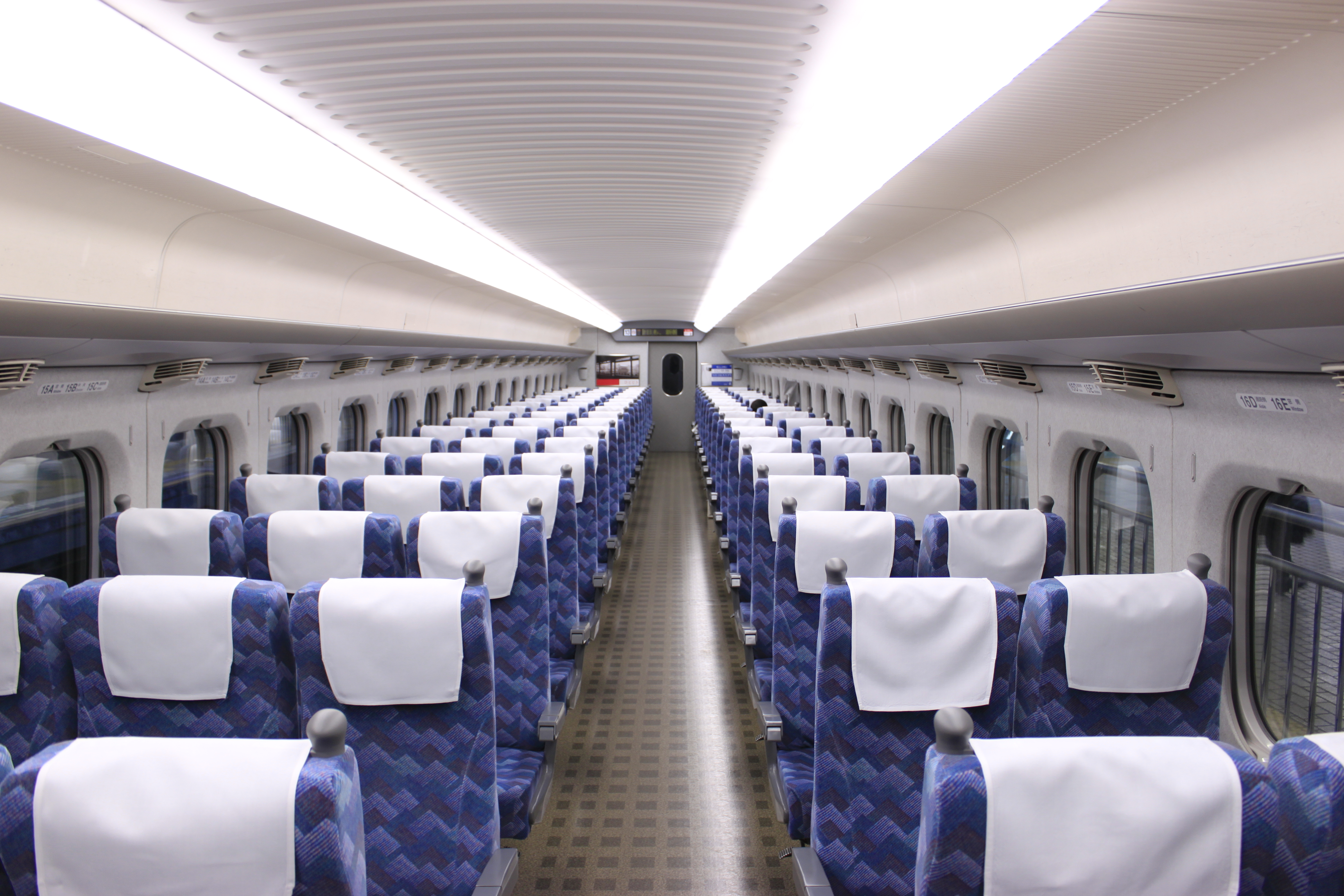
Intérieur de la classe standard d'un Shinkansen série 700 (Nozomi), septembre 2004
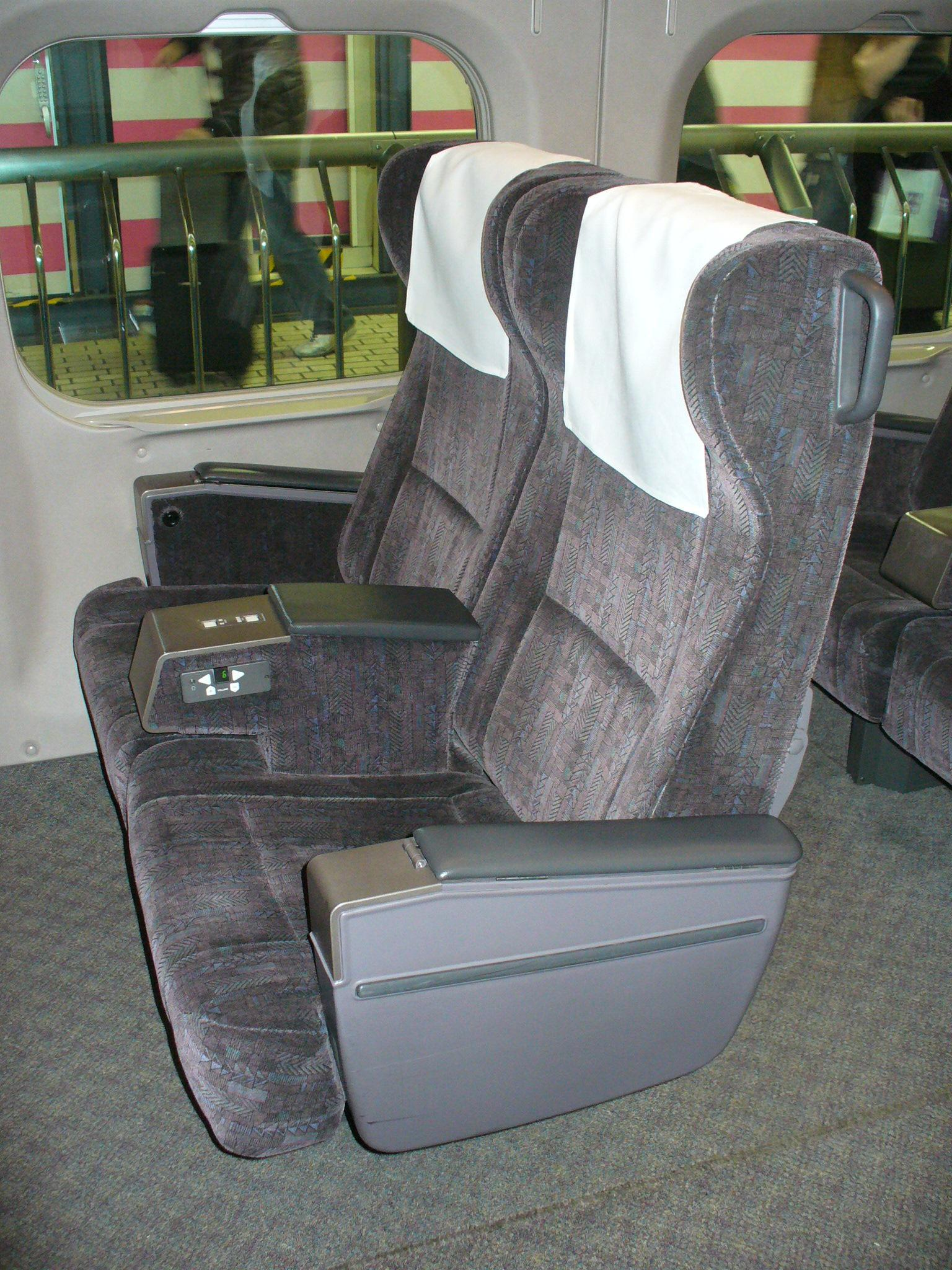
Sièges des Green car en Shinkansen série 700
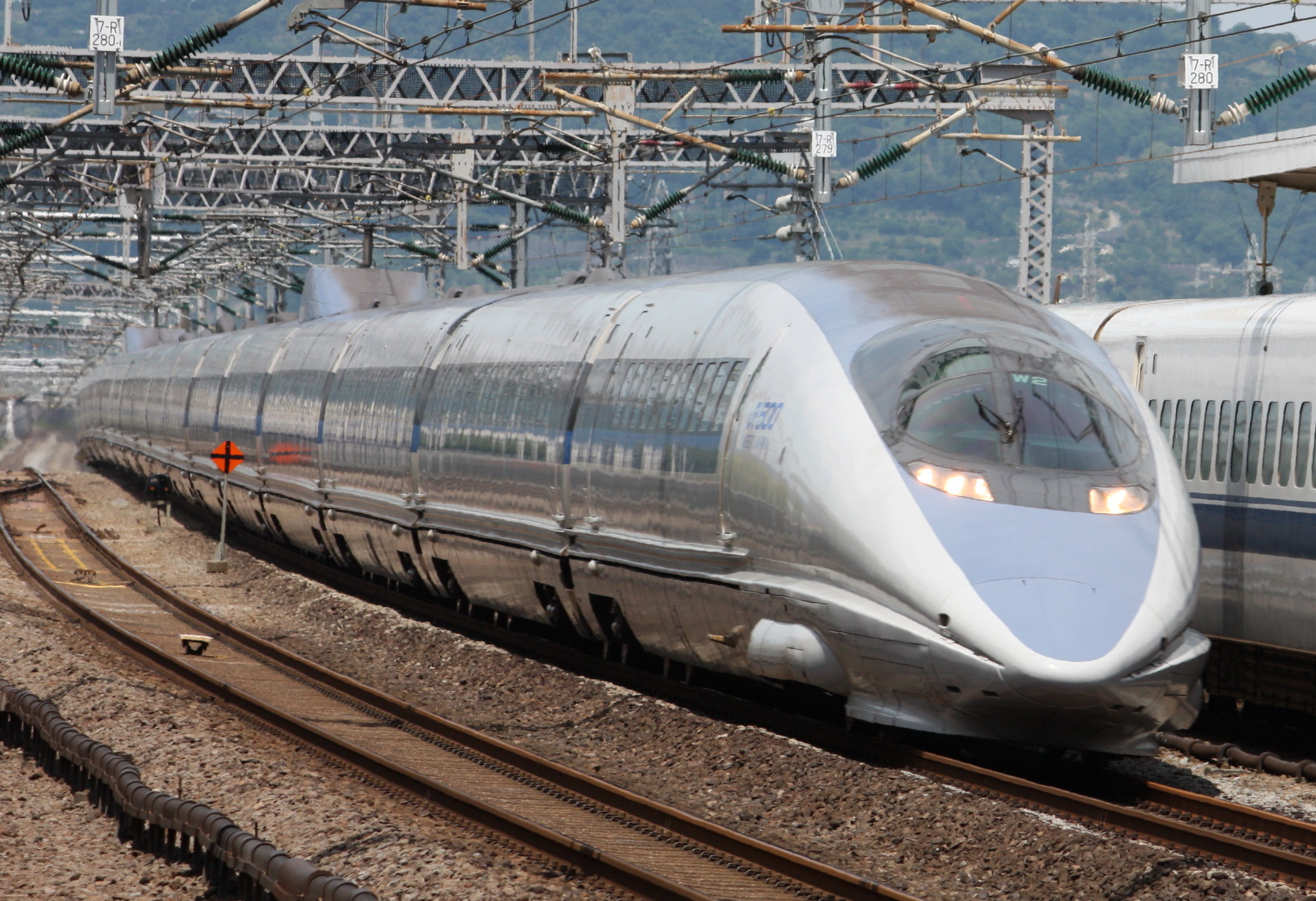
Shinkansen série 500 en service Nozomi, le 6 mai 2008
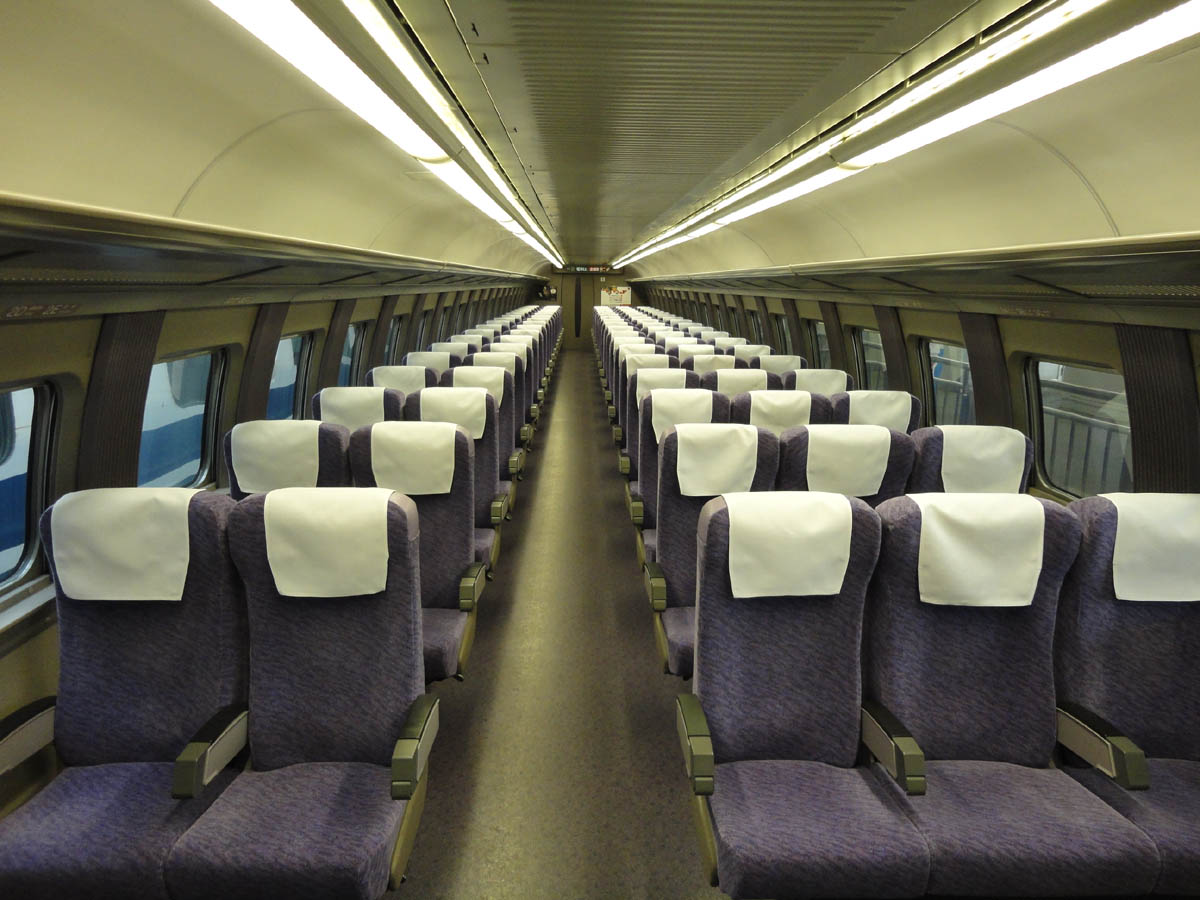
Intérieur de la classe standard d'un Shinkansen série 500 (Nozomi), 18 août 2005
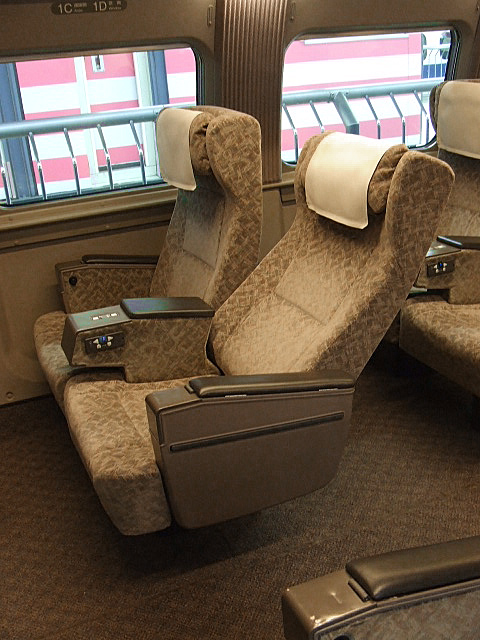
Sièges des Green car en Shinkansen série 700

## LesNozomicommuns aux deux lignes
101 Nozomi circulent sur un trajet commun aux lignes Tōkaidō et Sanyō. Ils relient Tokyo à Hakata, Hiroshima, Himeji ou Nishi-Akashi, Shinagawa à Hakata ou encore Nagoya à Hakata. 
- 57 sur l'ensemble du circuit Tōkaidō/Sanyō (Tokyo-Hakata), numérotés de N1 à N55 dans le sens Tokyo-Hakata (28 trains) et N2 à N58 dans le sens Hakata-Tokyo (29 trains). Ils desservent tous au moins neuf gares intermédiaires entre les deux terminus : Shinagawa, Shin-Yokohama, Nagoya et Kyoto sur le Tōkaidō, Shin-Osaka pour la jonction entre les deux lignes, Shin-Kōbe, Okayama, Hiroshima et Kokura sur la Sanyō. La plupart s'arrêtent dans une gare supplémentaire sur la ligne Sanyō : généralement soit Fukuyama entre Okayama et Hiroshima, soit Shin-Yamaguchi entre Hiroshima et Kokura, plus rarement Tokuyama. Actuellement, 31 de ces rotations (16 dans le sens Gare de Hakata - Tokyo et 15 dans l'autre direction) sont effectuées par des Shinkansen série N700.
- 39 sur un trajet entre Tokyo et une des gares intermédiaires de la Sanyō, utilisant des Shinkansen série N700 sauf pour les N100, 116, 129 et 134. Ils sont tous numérotés en N1** dont :
  - le N100 entre Nishi-Akashi et Tokyo, desservant six gares intermédiaires (Shinagawa, Shin-Yokohama, Nagoya et Kyoto sur le Tōkaidō, Shin-Osaka pour la jonction entre les deux lignes et Shin-Kōbe sur la Sanyō).
  - deux assurent la liaison Tokyo - Himeji (le N102 vers Tokyo, et le N133 dans l'autre sens) qui desservent les mêmes gares intermédiaires que le N100.
  - quatre entre Tokyo et Okayama (les N104 et 106 vers Tokyo, les N127 et 135 dans l'autre direction) qui desservent sept stations intermédiaires, à savoir les mêmes que les N100, 102 et 133 plus la Gare de Himeji.
  - trente-deux entre Tokyo et Hiroshima (17 numérotés de N108 à 140 vers Tokyo, 15 numérotés de N101 à 125 et de N129 à 131 dans l'autre direction). Tous s'arrêtent aux mêmes sept gares intermédiaires que les N104, 106, 127 et 135, à l'exception du N131 qui à la place dessert la Gare de Fukuyama, tandis que les N125 et 129 stoppent en plus à cette dernière gare.
- 4 (des Shinkansen série N700) circulent entre Nagoya et Hakata, dont les N95 et 97 dans ce sens et les N96 et 98 dans l'autre direction. Tous desservent sept gares intermédiaires dont six communes à toutes les lignes (Kyoto sur le Tōkaidō, Shin-Osaka pour la jonction entre les deux lignes, Shin-Kōbe, Okayama, Hiroshima et Kokura sur la Sanyō), et soit Fukuyama (N95 et 98), soit Shin-Yamaguchi (N96 et 97).
- le N99 (un Shinkansen série N700) relie Shinagawa à Hakata, uniquement dans ce sens, tôt le matin (départ à 6 h de Shinagawa), et s'arrête dans neuf gares intermédiaires : Shin-Yokohama, Nagoya et Kyoto sur le Tōkaidō, Shin-Osaka pour la jonction entre les deux lignes, Shin-Kōbe, Okayama, Hiroshima, Shin-Yamaguchi et Kokura.

## LesNozomilimités au Tōkaidō
66 Nozomi, numérotés en N2**, ne circulent que sur tout ou partie de la ligne Tōkaidō :
- 65 relient Tokyo à Shin-Osaka, dont 30 dans le sens Osaka - Tokyo (les numéros pairs de N200 à 258) et 35 dans l'autre direction (les numéros impairs de N201 à 269). Ils desservent quatre gares intermédiaires : Shinagawa, Shin-Yokohama, Nagoya et Kyoto. Seuls dix de ces liaisons sont assurées par des Shinkansen série N700 (les N207, 225, 241, 267 et 269, les N200, 202, 204, 244 et 248).
- le N298 va de Nagoya à Tokyo tôt le matin (départ à 6 h 36 de Nagoya), et assure ainsi les départs au travail qui ont lieu entre ces deux métropoles en 1 h 44 et en ne desservant que deux gares intermédiaires : Shin-Yokohama et Shinagawa.

## LesNozomilimités à la Sanyō
Deux liaisons ont été mises en place entre Shin-Osaka et Hakata sur la ligne Sanyō, en utilisant les Shinkansen série 500 de la JR West : le N601 dans ce sens tôt le matin (départ à 6h de Shin-Osaka), et le N600 dans l'autre direction tard le soir (départ à 21 h 11 de Hakata). Elles desservent quatre gares intermédiaires : Shin-Kōbe, Okayama, Hiroshima et Kokura. Ces deux liaisons n'existent plus et ont été remplacées en 2011 par des services Mizuho.